# 原兽亚纲
原兽亚纲（學名：Prototheria）是哺乳動物的一個早期分支，現僅存 1 目，即单孔目，共 2 科 3 属 5 种，都分布在大洋洲地区。
原兽亚纲是一類卵生哺乳动物，肛門、尿道及產道由统一的泄殖腔代替。雌性无乳头，但仍可为幼崽哺乳。

## 外部鏈接
- 维基共享资源上的相關多媒體資源：原兽亚纲
- 維基物種上的相關：原兽亚纲